# Pobedino (oblast Sachalin)
Pobedino (Russisch: Победино, Japans: Koton) is een plaats (selo) in de gorodskoj okroeg Smirnychovski van de Russische oblast Sachalin. De plaats ligt op 10 kilometer van het districtcentrum Smirnych en ligt aan de Sachalinspoorlijn (Nogliki – Joezjno-Sachalinsk), die hier een aftakking heeft naar Pervomajskoje en Izvestkovy. Het vormde tevens het beginpunt van de 327 kilometer lange spoorlijn naar de nooit voltooide Sachalintunnel. De vroegere Japanse naam verwijst naar het riviertje waaraan de plaats ligt en nu Pobedinka (zijrivier van de Poronaj) heet.
In de plaats bevindt zich een houten spoorstation en een viskweekfabriek, waar zalm wordt gekweekt. Ten noorden van de plaats werden door de Japanners tijdens hun periode op het eiland versterkingen gebouwd (de 'Tweede Verdedigingslinie'). Bij de plaats ligt ook een militaire begraafplaats voor de Russische gesneuvelden tijdens de herovering van Zuid-Sachalin gedurende Operatie Augustusstorm in 1945, waar de Held van de Sovjet-Unie Leonid Smirnych sneuvelde en waar zich een gezamenlijk Russisch-Japans monument bevindt ter nagedachtenis aan de slachtoffers van de Tweede Wereldoorlog.

## Lijn tussen Pobedino en Pervomajskoje
De lijn tussen Pobedino en Pervomajskoje werd aangelegd door de Japanners in 1943 en werd aanvankelijk voor het vervoer van kalksteen uit de groeves gebruikt, maar later ook voor andere goederen. In de jaren 1940 werden door Goelagdwangarbeiders dorpen opgericht langs deze lijn, zoals Rassvet en Svetloje (beide weer gesloten in de jaren 1970). Tot 1953 bestond de bevolking voornamelijk uit spetsposelentsy (gedwongen vestigers). Een passagiersdienst op de lijn bestond tot begin 21e eeuw, maar sindsdien rijden er alleen nog goederentreinen (in Pervomajskoje is een olieterminal opgericht, anders zou de lijn waarschijnlijk gesloten zijn).